# Battaglia di Ravine-à-Couleuvres
La battaglia di Ravine-à-Couleuvres (in francese Bataille de la Ravine à Couleuvres, in creolo haitiano Batay Ravinakoulèv) fu un episodio della rivoluzione haitiana.

## La battaglia
Il 23 febbraio, le truppe del generale Rochambeau attaccarono l'armata di Toussaint trincerata nelle gole della Ravine-à-Couleuvres. Secondo gli archivi francesi del ministero della guerra, Toussaint disponeva di 1500 granatieri d'élite, 400 dragoni e 1000 granatieri, 1200 uomini scelti dai migliori battaglioni degli insorgenti e 2000 coltivatori in armi. I ribelli opposero una buona resistenza ma nella ripresa dei disordini alla Petite-Rivière, lasciarono sul campo di battaglia circa 800 morti.
Nelle sue memorie scritte al fort de Joux, Toussaint dichiarerà di non aver perduto in quell'occasione più di 300 granatieri e 60 cavalieri. Secondo altre fonti le truppe perse furono inferiori secondo altre superiori. Rochambeau disponeva di circa 4000 soldati. Secondo lo storico Madison Smatt Bell, invece, Rochambeau aveva sbarcato probabilmente 1800 uomini a Fort-Liberté ma questi si erano diretti a Les Gonaïves.
La sera del 22 febbraio, i francesi occuparono le alture della Morne Barade, dove si riunirono alle truppe dei ribelli per combattere nel corso della notte, operazione nella quale i francesi resistettero, contrattaccarono e, all'alba, respinsero i ribelli.
 Toussaint riportò i suoi cavalieri sulla pianura della piantagione Périsse e lanciò una carica che disperse le forze dei francesi sino a Ravine-à-Couleuvres. 
I francesi, secondo lo storico Madison Smart Bell, persero qui il vantaggio di poter sconfiggere l'armata di Toussaint che aveva perso ogni possibilità di comunicazione col 9º reggimento comandato da Jacques Maurepas.